# 京報 (1918年)

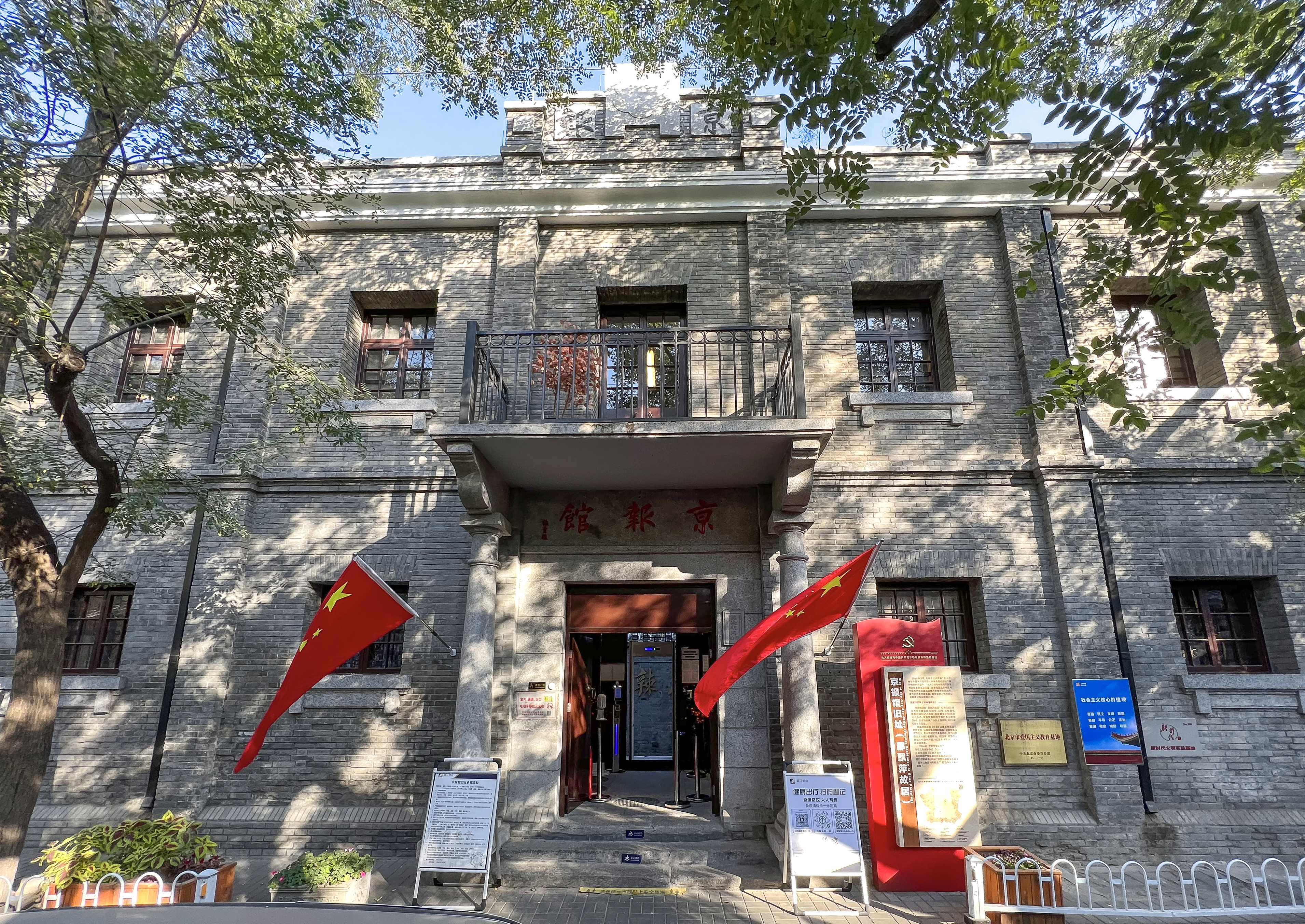
京报馆（2022年11月摄）

《京报》为中華民國初年有影响力的民办报纸之一，之前清朝末期曾有同名的清廷半官方报纸《京报》。民国《京报》创刊于1918年10月5日，由報人邵飄萍與潘公弼于北京創辦，無黨無派，不以特殊權力集團撐腰，主張言論自由，自我定位是民眾發表意見的媒介。很快得到廣大讀者喜愛，名聲傾動一時。一年後中國北方各省皆有報紙代派處，1919年8月《京報》因屡次发表揭露、批评政府腐败文章，被當时的安福系政府查封，邵飘萍逃亡到日本，至1920年曹锟、吴佩孚上台後才回国。同年9月17日，直皖战争后复刊。繼續主張言論自由，關注社會和國家命運、揭露腐敗為原則辦報。及後，《京報》揭露事件真相報道惹怒了當權軍閥，邵飄萍被緝捕、追殺。1926年4月24日，邵飄萍從苏联駐北京大使館被張翰舉騙出而被拘捕，26日被枪决。同日，《京報》被封，終期2275號。
1929年，在邵飘萍的第二夫人汤修慧女士主持下，再度复刊，并在他蒙难三周年之际出版了纪念特刊。1937年7月“七·七”事变后，汤修慧撤离北平，抛弃了全部资产，《京報》正式停刊。 
初期报馆地址在前门外三眼井胡同38号。复刊后在骡马市大街魏染胡同30号。邵飘萍故居在32号。旧址尚存，2021年由北京日报报业集团主持修缮布展成红色报业博物馆。